# Грос-Гарц
Грос-Гарц (нем. Groß Garz) — община в Германии, в земле Саксония-Анхальт.
Входит в состав района Штендаль. Подчиняется управлению Зеехаузен (Альтмарк). Население составляет 772 человека (на 31 декабря 2006 года). Занимает площадь 35,99 км².